# Macavity Award
Der Macavity Award ist ein amerikanischer Literaturpreis für Kriminalliteratur. Vergeben wird er von den Mystery Readers International (MRI), einer in den USA ansässigen offenen Vereinigung von Krimifans und -lesern weltweit. Ausgezeichnet werden seit 1987 alljährlich Werke in vier, seit 2006 in fünf Kategorien. Die Wahl der Preisträger erfolgt durch die Mitglieder der Mystery Readers International.
Die Verleihung findet jedes Jahr im Herbst auf dem größten Krimifestival der USA, dem Bouchercon, statt. Benannt ist der Preis nach einer Figur aus der humorvollen Gedichtsammlung Old Possum's Book for Practical Cats von T. S. Eliot, das auch Vorlage für das Musical Cats gewesen war. Macavity ist der Name der „Gangsterkatze“, die sich immer wieder der Verfolgung durch Scotland Yard entzieht.

## Derzeitige Kategorien
| Kategorie                                     | Originaltitel                                                      | verliehen seit |
| --------------------------------------------- | ------------------------------------------------------------------ | -------------- |
| Bester Roman                                  | Best Mystery Novel                                                 | 1987           |
| Bester Erstlingsroman                         | Best First Mystery Novel                                           | 1987           |
| Beste Kurzgeschichte                          | Best Mystery Short Story                                           | 1987           |
| Bester historischer Kriminalroman             | Sue Feder Memorial Historical Mystery Award                        | 2006           |
| Bestes biografisches oder kritisches Sachbuch | Best Mystery Nonfiction bis 2004: Best Bio / Critical Mystery Work | 1987           |

### Bester Roman – Best Mystery Novel
| Jahr | Preisträger/-in                   | Originaltitel Verlag, Ort Jahr 1                                                 | Deutscher Titel Verlag, Ort Jahr 1                         |
| 1987 | P. D. James                       | A Taste for Death Faber & Faber, London 1986                                     | Der Beigeschmack des Todes Droemer Knaur, München 1988     |
| 1988 | Nancy Pickard                     | Marriage is Murder Scribner’s, New York 1987                                     |                                                            |
| 1989 | Tony Hillerman                    | A Thief of Time Harper & Row, New York 1988                                      | Wer die Vergangenheit stiehlt Rowohlt, Reinbek 1990        |
| 1990 | Carolyn Hart                      | A Little Class on Murder Doubleday, New York 1989                                |                                                            |
| 1991 | Sharyn McCrumb                    | If Ever I Return Pretty Peggy-O Scribner’s, New York 1990                        |                                                            |
| 1992 | Nancy Pickard                     | I.O.U. Pocket Books, New York 1991                                               | Alles andere als ein Unfall dtv, München 1993              |
| 1993 | Margaret Maron                    | Bootlegger's Daughter Mysterious Press, New York 1992                            | Die Schatten des Südens Econ, Düsseldorf 1994              |
| 1994 | Minette Walters                   | The Sculptress Macmillan, London 1993                                            | Die Bildhauerin Goldmann, München 1995                     |
| 1995 | Sharyn McCrumb                    | She Walks These Hills Scribner’s, New York 1994                                  | Schatten über den Bergen Rowohlt, Reinbek 1995             |
| 1996 | Mary Willis Walker                | Under the Beetle’s Cellar Doubleday, New York 1995                               | Unter des Käfers Keller C. Bertelsmann, München 1996       |
| 1997 | Peter Lovesey                     | Bloodhounds Little, Brown, London 1996                                           |                                                            |
| 1998 | Deborah Crombie                   | Dreaming of the Bones Scribner’s, New York 1997                                  | Das verlorene Gedicht Goldmann, München 1998               |
| 1999 | Michael Connelly                  | Blood Work Little, Brown, Boston 1998                                            | Das zweite Herz Heyne, München 1999                        |
| 2000 | Sujata Massey                     | The Flower Master HarperCollins, New York 1999                                   | Bittere Mandelblüten Piper, München 2002                   |
| 2001 | Val McDermid                      | A Place of Execution HarperCollins, London 1999                                  | Ein Ort für die Ewigkeit Droemer, München 2000             |
| 2002 | Laurie R. King                    | Folly Bantam Books, New York 2001                                                | Die Insel der flüsternden Stimmen Wunderlich, Reinbek 2002 |
| 2003 | S. J. Rozan                       | Winter and Night St. Martin's Minotaur, New York 2002                            |                                                            |
| 2004 | Peter Lovesey                     | The House Sitter Little, Brown, London 2003                                      |                                                            |
| 2005 | Ken Bruen                         | The Killing of the Tinkers Brandon Books, Dingle, Co. Kerry/Ireland 2002         | Jack Taylor liegt falsch Atrium, Zürich 2010               |
| 2006 | Michael Connelly                  | The Lincoln Lawyer Little, Brown, Boston 2005                                    | Der Mandant Heyne, München 2007                            |
| 2007 | Nancy Pickard                     | The Virgin of Small Plains Ballantine Books, New York 2006                       | Schneeblüte Rowohlt, Reinbek 2007                          |
| 2008 | Laura Lippman                     | What the Dead Know William Morrow, New York 2007                                 | Was die Toten wissen Goldmann, München 2009                |
| 2009 | Deborah Crombie                   | Where Memories Lie William Morrow, New York 2008                                 | Wen die Erinnerung trügt Goldmann, München 2009            |
| 2010 | Ken Bruen und Reed Farrel Coleman | Tower Busted Flush Press, Huston/Texas 2009                                      | Tower Rotbuch, Berlin 2012                                 |
| 2011 | Louise Penny                      | Bury Your Dead Sphere, London 2010                                               |                                                            |
| 2012 | Sara Gran                         | Claire DeWitt and the City of the Dead Houghton Mifflin Harcourt, Boston/MA 2011 | Die Stadt der Toten Droemer Knaur, München 2012            |
| 2013 | Louise Penny                      | The Beautiful Mystery St. Martin's Minotaur, New York 2012                       |                                                            |
| 2014 | William Kent Krueger              | Ordinary Grace Atria Books, New York 2013                                        |                                                            |
| 2015 | Alex Marwood                      | The Killer Next Door Penguin Books, New York 2014                                | Der Killer von nebenan Heyne, München 2015                 |
| 2016 | Lou Berney                        | The Long and Faraway Gone William Morrow, New York 2015                          |                                                            |
| 2017 | Louise Penny                      | A Great Reckoning Minotaur Books, New York 2016                                  |                                                            |
| 2018 | Anthony Horowitz                  | Magpie Murders Harper, New York 2017                                             | Die Morde von Pye Hall Insel, Berlin 2018                  |
| 2019 | Lou Berney                        | November Road William Morrow, New York 2018                                      | Destination Dallas HarperCollins, Hamburg 2019             |

1 = Verlags- und Jahresangaben beziehen sich auf die Original- bzw. deutschen Erstausgaben

### Bester Erstlingsroman – Best First Mystery Novel
| Jahr | Preisträger/-in       | Originaltitel Verlag, Ort Jahr 1                                      | Deutscher Titel Verlag, Ort Jahr 1                                        |
| 1987 | Faye Kellerman        | The Ritual Bath Arbor House, New York 1986                            | Geh nicht zur Mikwe Rowohlt, Reinbek 1988                                 |
| 1987 | Marilyn Wallace       | A Case of Loyalties St. Martin’s Press, New York 1986                 |                                                                           |
| 1988 | Robert Crais          | The Monkey’s Raincoat Bantam Books, New York 1987                     | Die gefährlichen Wege des Elvis Cole Bastei Lübbe, Bergisch Gladbach 1989 |
| 1989 | Caroline Graham       | The Killing at Badger’s Drift Century, London 1987                    | Das Rätsel von Badger’s Drift Goldmann, München 1997                      |
| 1990 | Jill Churchill        | Grime and Punishment Bantam Books, New York 1989                      | Schmutz und Sühne Econ, Düsseldorf 1994                                   |
| 1991 | Patricia Cornwell     | Postmortem Scribner’s, New York 1990                                  | Mord am Samstagmorgen Droemer Knaur, München 1992                         |
| 1992 | Sue Henry             | Murder on the Iditarod Trail Atlantic Monthly Press, New York 1991    | Wettlauf durch die weiße Hölle Fischer, Frankfurt am Main 1992            |
| 1992 | Mary Willis Walker    | Zero at the Bone St. Martin’s Press, New York 1991                    | Raubtierfütterung Goldmann, München 1994                                  |
| 1993 | Barbara Neely         | Blanche on the Lam St. Martin’s Press, New York 1992                  | Night Girl Orlanda, Berlin 1993                                           |
| 1994 | Sharan Newman         | Death Comes as Epiphany Tor Books, New York 1993                      | Das Geheimnis von Abaelard und Heloīse Econ, Düsseldorf 1994              |
| 1995 | Jeff Abbott           | Do Unto Others Ballantine Books, New York 1994                        |                                                                           |
| 1996 | Dianne Day            | The Strange Files of Fremont Jones Doubleday, New York 1995           | Spione und schwarze Kröten Econ, Düsseldorf 1997                          |
| 1997 | Dale Furutani         | Death in Little Tokyo St. Martin’s Press, New York 1996               | Tod in Little Tokyo Scherz, Bern u. a. 1999                               |
| 1998 | Penny Warner          | Dead Body Language Bantam Books, New York 1997                        | Körpersprache einer Toten Signum, Seedorf 1999                            |
| 1999 | Jerrilyn Farmer       | Sympathy for the Devil Avon Books, New York 1998                      |                                                                           |
| 2000 | Paula L. Woods        | Inner City Blues W.W. Norton, New York 1999                           | Alte Wunden heilen nicht Droemer Knaur, München 2002                      |
| 2001 | David Liss            | A Conspiracy of Paper Random House, New York 2000                     | Die Papierverschwörung Goldmann, München 2001                             |
| 2002 | C. J. Box             | Open Season G.P. Putnam’s, New York 2001                              | Keine Schonzeit Blanvalet, München 2003                                   |
| 2003 | Julia Spencer-Fleming | In the Bleak Midwinter St. Martin's Minotaur, New York 2002           | Das weiße Kleid des Todes Knaur, München 2005                             |
| 2004 | Jacqueline Winspear   | Maisie Dobbs Soho Press, New York 2003                                | Maisie Dobbs - Verzeihliche Lügen Wunderlich, Reinbek 2006                |
| 2005 | Harley Jane Kozak     | Dating Dead Men Doubleday, New York 2004                              | Meine erste Leiche BLT, Bergisch Gladbach 2005                            |
| 2006 | Brian Freeman         | Immoral St. Martin’s Minotaur 2005                                    | Unmoralisch Bertelsmann Buchclub, Rheda-Wiedenbrück 2005                  |
| 2007 | Nick Stone            | Mr. Clarinet Michael Joseph, London 2006                              | Voodoo Goldmann, München 2007                                             |
| 2008 | Tana French           | In the Woods Viking, New York 2007                                    | Grabesgrün Scherz, Frankfurt am Main 2008                                 |
| 2009 | Stieg Larsson         | The Girl With the Dragon Tattoo Alfred A. Knopf, New York 2008        | Verblendung Heyne, München 2006                                           |
| 2010 | Alan Bradley          | The Sweetness at the Bottom of the Pie Delacorte Press, New York 2009 | Flavia de Luce, Mord im Gurkenbeet Penhaligon, München 2009               |
| 2011 | Bruce DeSilva         | Rogue Island Forge, New York 2010                                     |                                                                           |
| 2012 | Leonard Rosen         | All Cry Chaos The Permanent Press, New York 2011                      |                                                                           |
| 2013 | Daniel Friedman       | Don't Ever Get Old Minotaur Books, New York 2012                      |                                                                           |
| 2014 | Terry Shames          | A Killing at Cotton Hill Seventh Street Books, New York 2013          |                                                                           |
| 2015 | Julia Dahl            | Invisible City Minotaur Books, New York 2014                          |                                                                           |
| 2016 | Glen Erik Hamilton    | Past Crimes William Morrow, New York 2015                             |                                                                           |
| 2017 | Joe Ide               | IQ Mulholland Books, New York 2017                                    | IQ Suhrkamp, Berlin 2016                                                  |
| 2018 | Sheena Kamal          | The Lost Ones William Morrow, New York 2017                           | Untiefen Ullstein, Berlin 2017                                            |
| 2019 | John Copenhaver       | Dodging and Burning Pegasus Books, 2019                               |                                                                           |

1 = Verlags- und Jahresangaben beziehen sich auf die Original- bzw. deutschen Erstausgaben

### Beste Kurzgeschichte – Best Mystery Short Story
EQMM = Ellery Queen’s Mystery Magazine | AHMM = Alfred Hitchcock's Mystery Magazine
| Jahr | Preisträger         | Kurzgeschichtentitel                             | Anthologie (Verlag) |
| 1987 | Sue Grafton         | The Parker Shotgun                               | |
| 1988 | Robert Barnard      | The Woman in the Wardrobe                        | |
| 1989 | Doug Allyn          | Deja Vu                                          | |
| 1990 | Nancy Pickard       | Afraid All the Time                              | |
| 1991 | Joan Hess           | Too Much to Bare                                 | |
| 1992 | Margaret Maron      | Deborah's Judgement                              | |
| 1993 | Carolyn Hart        | Henrie O's Holiday                               | |
| 1994 | Susan Dunlap        | Checkout                                         | |
| 1995 | Deborah Adams       | Cast Your Fate to the Wind                       | |
| 1995 | Jan Burke           | Unharmed                                         | |
| 1996 | Colin Dexter        | Evans Tries an O-Level                           | Morse's Greatest Mystery and Other Stories (Crown)                                                                                        |
| 1997 | Carolyn Wheat       | Cruel & Unusual                                  | Guilty As Charged (Pocket) |
| 1998 | Peter Robinson      | Two Ladies of Rose Cottage                       | Malice Domestic 6 (Pocket Books) |
| 1999 | Barbara D'Amato     | Of Course You Know That Chocolate Is a Vegetable | EQMM, November 1998 |
| 2000 | Kate Grilley        | Maubi and the Jumbies                            | Murderous Intent, Fall 1999 |
| 2001 | Reginald Hill       | A Candle for Christmas                           | EQMM, Januar 2000 |
| 2002 | Jan Burke           | The Abbey Ghosts                                 | AHMM, Januar 2001 |
| 2003 | Janet Dawson        | Voice Mail                                       | Scam and Eggs (Five Star) |
| 2004 | Sandy Balzo         | The Grass Is Always Greener                      | EQMM, März 2003 |
| 2005 | Terence Faherty     | The Widow of Slane                               | EQMM, März/April 2004 |
| 2006 | Nancy Pickard       | There Is No Crime on Easter Island               | EQMM, September/Oktober 2005 |
| 2007 | Tim Maleeny         | Til Death Do Us Part                             | MWA Presents Death Do Us Part: New Stories about Love, Lust, and Murder (Little, Brown)                                                   |
| 2008 | Rhys Bowen          | Please Watch Your Step                           | The Strand Magazin, Nr. 21, Februar - Mai 2007                                                                                            |
| 2009 | Dana Cameron        | The Night Things Changed                         | Charlaine Harris, Toni L. P. Kelner (Hrsg.): Wolfsbane & Mistletoe (Penguin Books, 2008) (dt. Werwölfe zu Weihnachten. dtv, München 2009) |
| 2010 | Hank Phillippi Ryan | On the House                                     | Quarry: Crime Stories by New England Writers. (Level Best Books, November 2009)                                                           |
| 2011 | Dana Cameron        | Swing Shift                                      | Charlaine Harris (Hrsg.): Crimes by Moonlight (Berkley Prime Crime, New York 2010)                                                        |
| 2012 | Dana Cameron        | Disarming                                        | EQMM, Juni 2011 |
| 2013 | Barb Goffman        | The Lord Is My Shamus                            | Donna Andrews, Barb Goffman, Marcia Talley (Hrsg.): This Job Is Murder (Wildside, Rockville/Maryland)                                     |
| 2014 | Art Taylor          | The Care and Feeding of Houseplants              | EQMM, März/April 2013 |
| 2015 | Craig Faustus Buck  | Honeymoon Sweet                                  | Dana Cameron (Hrsg.): Murder at the Beach (Down & Out Books, Lutz/FL 2014)                                                                |
| 2016 | Megan Abbott        | The Little Men                                   | Bookshop, New York 2015 |
| 2017 | Art Taylor          | Parallel Play                                    | Storm Warning: Chesapeake Crimes (Wildside Press, Rockville/Maryland 2016)                                                                |
| 2018 | Paul D. Marks       | Windward                                         | Coast to Coast: Private Eyes from Sea to Shining Sea Down & Out Books, Tampa/Florida 2017                                                 |
| 2019 | Art Taylor          | English 398: Fiction Workshop                    | Ellery Queen’s Mystery Magazine, Juli/Aug 2018                                                                                            |

### Bester historischer Kriminalroman – Sue Feder Memorial Historical Mystery Award
In Gedenken an die am 9. September 2005 verstorbene Herausgeberin, Kritikerin und Gründerin der amerikanischen Historical Mystery Appreciation Society (HMAS), Sue Feder, vergeben die MRI seit 2006 einen weiteren Preis: Der beste historische Krimi wird mit dem Sue Feder Memorial Historical Mystery Award ausgezeichnet.
| Jahr | Preisträger/-in     | Originaltitel Verlag, Ort Jahr 1                                                       | Deutscher Titel Verlag, Ort Jahr 1                         |
| 2006 | Jacqueline Winspear | Pardonable Lies - A Maisie Dobbs Novel Henry Holt, New York 2005                       | Maisie Dobbs - Verzeihliche Lügen Wunderlich, Reinbek 2006 |
| 2007 | Rhys Bowen          | Oh Danny Boy St. Martin’s Minotaur, New York 2006                                      |                                                            |
| 2008 | Ariana Franklin     | Mistress of the Art of Death G.P. Putnam's, New York 2007                              | Die Totenleserin Droemer, München 2007                     |
| 2009 | Rhys Bowen          | A Royal Pain Berkley, New York 2008                                                    |                                                            |
| 2010 | Rebecca Cantrell    | A Trace of Smoke Forge, New York 2009                                                  |                                                            |
| 2011 | Kelli Stanley       | City of Dragons Minotaur Books, New York 2010                                          |                                                            |
| 2012 | Catriona McPherson  | Dandy Gilver and the Proper Treatment of Bloodstains Thomas Dunne Books, New York 2011 |                                                            |
| 2013 | Charles Todd        | An Unmarked Grave William Morrow, New York 2012                                        |                                                            |
| 2014 | David Morrell       | Murder As a Fine Art Little, Brown & Co., New York 2013                                | Der Opiummörder Knaur, München 2015                        |
| 2015 | Catronia McPherson  | A Deadly Measure of Brimstone Minotaur Books, New York 2014                            |                                                            |
| 2016 | Susanna Calkins     | The Masque of a Murderer Minotaur Books, New York 2015                                 |                                                            |
| 2017 | James W. Ziskin     | Heart of Stone Seventh Street Amherst/NY 2016                                          |                                                            |
| 2018 | Rhys Bowen          | In Farleigh Field Lake Union Publishing, Seattle/Washington 2017                       | Lord Westerhams Töchter Tinte & Feder, Luxembourg 2018     |
| 2019 | Sujata Massey       | The Widows of Malabar Hill Soho Crime, New York 2018                                   |                                                            |

1 = Verlags- und Jahresangaben beziehen sich auf die Original- bzw. deutschen Erstausgaben

### Bestes biografisches oder kritisches Sachbuch – Best Mystery Nonfiction
(Die Auszeichnung wurde bis 2004 unter dem Titel Best Bio / Critical Mystery Work verliehen)
| Jahr | Preisträger                        | Originaltitel | Deutscher Titel |
| 1987 | Marcia Muller & Bill Pronzini      | 1001 Midnights |                 |
| 1988 | Bill Pronzini                      | Son of Gun in Cheek                                                                                                   |                 |
| 1989 | Victoria Nichols & Susan Thompson  | Silk Stalkings |                 |
| 1990 | H.R.F. Keating                     | The Bedside Companion to Crime                                                                                        |                 |
| 1991 | Gillian Gill                       | Agatha Christie: The Woman and Her Mysteries                                                                          |                 |
| 1992 | Tony Hillerman & Ernie Bulow       | Talking Mysteries: A Conversation with Tony Hillerman                                                                 |                 |
| 1993 | Ellen Nehr                         | Doubleday Crime Club Compendium                                                                                       |                 |
| 1994 | Ed Gorman                          | The Fine Art of Murder                                                                                                |                 |
| 1995 | Dean James & Jean Swanson          | By a Woman's Hand |                 |
| 1996 | Willetta Heising                   | Detecting Women |                 |
| 1997 | Wiletta Heising                    | Detecting Women 2 |                 |
| 1998 | Jan Grape, Dean James & Ellen Nehr | Deadly Women |                 |
| 1999 | Jean Swanson & Dean James          | Killer Books |                 |
| 2000 | Tom Nolan                          | Ross Macdonald |                 |
| 2001 | Marvin Lachman                     | The American Regional Mystery                                                                                         |                 |
| 2002 | G. Miki Hayden                     | Writing the Mystery: A Start to Finish Guide for Both Novice and Professional                                         |                 |
| 2003 | Jim Huang                          | They Died in Vain: Overlooked, Underappreciated, and Forgotten Mystery Novels                                         |                 |
| 2004 | Gary Warren Niebuhr                | Make Mine a Mystery: A Reader’s Guide to Mystery and Detective Fiction                                                |                 |
| 2005 | D.P. Lyle                          | Forensics for Dummies                                                                                                 |                 |
| 2006 | Melanie Rehak                      | Girl Sleuth: Nancy Drew and the Women Who Created Her                                                                 |                 |
| 2007 | Jim Huang & Austin Lugar           | Mystery Muses: 100 Classics That Inspire Today's Mystery Writers                                                      |                 |
| 2008 | Roger Sobin                        | The Essential Mystery Lists: For Readers, Collectors and Librarians                                                   |                 |
| 2009 | Frankie Y. Bailey                  | African American Mystery Writers: A Historical & Thematic Study                                                       |                 |
| 2010 | P. D. James                        | Talking about Detective Fiction                                                                                       |                 |
| 2011 | John Curran                        | Agatha Christie’s Secret Notebooks: Fifty Years of Mystery in the Making                                              |                 |
| 2012 | Charlaine Harris                   | The Sookie Stackhouse Companion                                                                                       |                 |
| 2013 | John Connolly und Declan Burke     | Books to Die For: The World’s Greatest Mystery Writers on the World’s Greatest Mystery Novels                         |                 |
| 2014 | Daniel Stashower                   | The Hour of Peril |                 |
| 2015 | Hank Phillippi Ryan                | Writes of Passage: Adventures on the Writer's Journey                                                                 |                 |
| 2016 | Martin Edwards                     | The Golden Age of a Murder: The Mystery of the Writers Who Invented the Modern Detective Story                        |                 |
| 2017 | Margaret Kinsman                   | Sara Paretsky: A Companion to the Mystery Fiction                                                                     |                 |
| 2018 | Martin Edwards                     | The Story of Classic Crime in 100 Books Poisoned Pen/British Library                                                  |                 |
| 2019 | Sarah Weinman                      | The Real Lolita: The Kidnapping of Sally Horner and the Novel That Scandalized the World HarperCollins, New York 2018 |                 |